# Associação Desportiva Picuiense
Associação Desportiva Picuiense (também conhecida por Desportiva Picuiense ou apenas Picuiense) é uma agremiação esportiva da cidade de Picuí, no estado da Paraíba, fundada em 8 de junho de 2008 por um grupo de abnegados e ex-integrantes do Picuí Club.

## História
A primeira partida da equipe foi contra a Seleção de Baraúna, no Estádio Amauri Sales de Melo, em Picuí, onde diante de um ótimo público venceu o jogo pelo placar de 6 a 0.
Uma grande marca da Picuiense foi passar 3 anos sem perder desde de sua fundação, somando mais de 100 partidas, incluindo jogos com times profissionais dos estados de Pernambuco, Rio Grande do Norte e Paraíba.
Sua estreia como time profissional ocorreu no Campeonato Paraibano da 2ª Divisão de 2012, no Grupo do Sertão (juntamente com Atlético Cajazeirense e Cruzeiro de Itaporanga. A campanha foi de um empate e 2 derrotas, ficando com apenas um ponto. O melhor desempenho da equipe foi em 2015, quando terminou em 4º na classificação geral.
Em 2021, a Desportiva Picuiense mandou seus jogos no estádio Amigão, em Campina Grande (usado desde 2019). O time perdeu as 2 primeiras partidas, causando a saída do treinador Altair Santos e a efetivação do auxiliar Halid Mohamed no comando técnico. E apesar de ter tido a pior campanha entre os participantes (um empate e 3 derrotas), acabou salva do rebaixamento para a Terceira Divisão de 2022, devido à desistência do Esporte de Patos.
Com a desistência do CSP e do Cruzeiro-PB, a Desportiva Picuiense herdou a vaga para a elite do estadual e irá disputar pela primeira vez a Primeira divisão do Campeonato Paraibano em 2025. 
Na sua estreia na primeira divisão o Picuiense somou apenas 1 ponto, sendo rebaixado e retornando a segunda divisão no ano de 2026.

## Participações
|  | Participações em 2025 |

| Competição | Competição           | Temporadas | Melhor campanha           | Anos      | P | R |
| Paraíba    | Campeonato Paraibano | 2          | 10º colocado (2025)       | 2025      |   | 1 |
| Paraíba    | 2ª Divisão           | 10         | 4º colocado (2015 e 2024) | 2012–2024 | 1 | – |

## Treinadores
- Betão Caitano (2014–2015)
- Wellington Lourenço (2018)
- Halid Mahomed (2018–2019)
- Altair Santos (2021)
- Halid Mahomed (2021)
- Betão Caitano (2022)
- Jeferson Vicente (2022)
- Diego Cobayachy (2023–2024)
- Antonieliton Ferreira (2024, interino)
- Izaías Almeida (2025)
- Halid Mahomed (2025, interino)